# マシンガン・パニック
『マシンガン・パニック』（原題：The Laughing Policeman）は、1973年制作のアメリカ合衆国のサスペンス映画。
スウェーデンの警察小説「マルティン・ベックシリーズ」の「笑う警官」の映画化。原作はストックホルムが舞台だが、映画ではサンフランシスコに変更されている。
ビデオタイトルは『笑う警官/マシンガン・パニック』、テレビでの放映タイトルは『マシンガン・パニック/笑う警官』。

## あらすじ
サンフランシスコの路線バスの車内で、機関銃を無差別に乱射した大量殺人事件が発生。犠牲者の中には、サンフランシスコ市警察のジェイク・マーティン刑事の相棒エバンスも含まれていた。
相棒を失ったマーティンは新たにラーソンとコンビを組んで、事件の捜査にあたる。捜査を進めた結果、エバンスはマーティンが解決しようとして果たせなかったある殺人事件の捜査を1人で続けていた事が明らかになる。
そして、その被害者と関係のあった1人の男に行き当たったマーティンは男の身辺を洗う。ある日マーティンは、男を追って同じバスへ乗り込むが…。

## キャスト
| 役名                   | 俳優                         | 日本語吹替 |
| 役名                   | 俳優                         | テレビ朝日版 |
| ---------------------- | ---------------------------- | --- |
| ジェイク・マーティン   | ウォルター・マッソー         | 佐藤英夫 |
| レオ・ラーソン         | ブルース・ダーン             | 山田康雄 |
| ジェームズ・ラリモア   | ルイス・ゴセット・ジュニア   | 内海賢二 |
| ナット・スタイナー警視 | アンソニー・ザーブ           | 田口計 |
| ジョン・パパス         | ヴァル・エイヴリー           | 緑川稔 |
| ヘンリー・カメレロ     | アルバート・ポールセン       | |
| モニカ                 | ジョアンナ・キャシディ       | 弥永和子 |
|                        | フランシス・リー・マッケイン | |
| ケイ・バトラー         | キャシー・リー・クロスビー   | |
| 不明 その他            | N/A                          | 藤本譲 たてかべ和也 上田敏也 杉田俊也 桑原たけし 平林尚三 野島昭生 増岡弘 小森明 石丸博也 塚田恵美子 田中康郎 横沢啓子 和久井節緒 麻上洋子 芝田清子 池田勝 |
| 日本語版制作スタッフ   |                              | |
| 演出                   | 演出                         | 春日正伸 |
| 翻訳                   | 翻訳                         | 鈴木導 |
| 効果                   | 効果                         | PAG |
| 調整                   | 調整                         | 山田太平 |
| 制作                   | 制作                         | 日米通信社 |
| 解説                   | 解説                         | 淀川長治 |
| 初回放送               | 初回放送                     | 1978年2月12日 『日曜洋画劇場』 |